# José René Higuita
José René Higuita Zapata (Medellín, 27 d'agost, 1966) és un exfutbolista colombià que jugava com a porter.
La major part de la seva carrera la passà a l'Atlético Nacional de Medellín, on guanyà la lliga colombiana diverses vegades, a més de la Copa Libertadores i la Copa Interamericana, ambdues el 1989.
Jugà 68 partits amb la selecció de Colòmbia, amb la qual, tot i ser porter, marcà 3 gols. Disputà la Copa del Món de 1990.
Es va fer famós en inventar "l'aturada de l'escorpí" en un partit contra la selecció anglesa a l'estadi de Wembley.